# يونيليفر
يونيليفر (بالإنجليزية: Unilever) تأسست في سبتمبر 1929 وهي شركة بريطانية متعددة الجنسيات للسلع الاستهلاكية مقرها في لندن. وتشمل منتجات يونيليفر الطعام، الحلوى، مشروبات الطاقة، أساجيع الأطفال، المشروبات الغازية، الجبن، الآيس كريم، الشاي، وكلاء التنظيف، القهوة، أغذية الحيوانات الأليفة، المياه المعبأة في زجاجات، معجون الأسنان، العلكة، البيتزا المجمدة، اختبارات الحمل، العصير، منتجات التجميل والرعاية الشخصية، حبوب الإفطار ومنتجات الرعاية الصحية للمستهلكين. يونيليفر هي أكبر منتج للصابون في العالم وهي واحدة من أقدم الشركات متعددة الجنسيات ومنتجاتها متوفرة في حوالي 190 دولة.
تمتلك يونيليفر أكثر من 400 علامة تجارية، في عام 2017 بلغ 53.7 مليار يورو، وثلاث عشرة علامة تجارية بالمبيعات أكثر من مليار يورو، آكس، دوف، أومو، هيلمان، كنور، ليبتون، لوكس، ريكسونا، صنسيلك يتم تنظيم يونيليفر في ثلاثة أقسام رئيسية – الأطعمة والمرطبات (المشروبات والآيس كريم)، والرعاية المنزلية، والجمال والعناية الشخصية. لديها مرافق البحث والتطوير في الصين والهند ونيوزلاندا والممكلة المتحدة والولايات المتحدة الأمريكية.

## نشأة شركة يونيليفر
تأسست شركة يونيليفر في 2 سبتمبر 1929، من خلال اندماج شركة صناعة السمن الهولندي «يوني» وشركة صناعة الصابون البريطانية «ليفر براذرز». خلال النصف الثاني من القرن العشرين، تنوعت الشركة بشكل متزايد من كونها صانعة لمنتجات مصنوعة من الزيوت والدهون ووسعت عملياتها في جميع أنحاء العالم. وقد حققت العديد من عمليات الاستحواذ على الشركات، بما في ذلك ليبتون (1971)، بروك بوند (1984)، تشيزبرو بوندز (1987)،بيست فودز (2000)، بن وجيري (2000)، ألبرتو كولفر (2010)، دولار شيف كلوب (2016) وبوكا للأعشاب (2017). قامت شركة يونيليفر بجرد أعمالها المتخصصة في مجال المواد الكيميائية إلى شركة ICI في عام 1997. في عام 2010، وتحت قيادة بول بولمان، حولت الشركة تدريجيا تركيزها نحو العلامات التجارية الخاصة بالصحة والجمال وابتعدت شيئاً ما عن العلامات التجارية الغذائية والتي تُظهر نمواً بطيئاً بالأسواق.
تمتلك شركة يونيليفر بي إل سي قائمة أولية في بورصة لندن وهي أحد مكونات مؤشر FTSE 100. كما تمتلك يونيليفر قائمة رئيسية على Euronext Amsterdam وهي أحد مكونات مؤشر AEX index، كما أن الشركة هي عنصر من عناصر مؤشر سوق الأسهم الأوروبية EURO STOXX 50. تمتلك يونيليفر أيضًا قائمة رئيسية في بورصة نيويورك.

## تاريخ شركة يونيليفر

### 1921–1940
في سبتمبر 1929، تم تشكيل شركة يونيليفر بين اندماج الشركة الهولندية لصناعة المارجرين "Unie" وبين الشركة البريطانية لصناعة الصابون ليفر براذرز، وبضم اسمي الشركتين كان الناتج هو اسم العلامة التجارية الشهيرة والعالمية يونيليفير.
في ثلاثينيات القرن الماضي، نمت الأعمال التجارية وأطلقت مشاريع جديدة في إفريقيا وأمريكا اللاتينية. كان الاحتلال النازي لأوروبا خلال الحرب العالمية الثانية يعني أن شركة Unilever لم تكن قادرة على إعادة استثمار رأس مالها في أوروبا، لذلك استحوذت بدلاً من ذلك على أعمال تجارية جديدة في المملكة المتحدة والولايات المتحدة.  في عام 1943، استحوذت على TJ Lipton، وهي حصة أغلبية في Frosted Foods (مالك العلامة التجارية Birds Eye) و Batchelors Peas، أحد أكبر معلبات الخضروات في المملكة المتحدة.  في عام 1944، تم الاستحواذ على شركة Pepsodent.
في عام 1933، تأسست شركة Unilever Indonesia في ديسمبر باسم Lever Zeepfabrieken NV ولديها عمليات في Cikarang وWest Java في Rungkut وEast Java وNorth Sumatra.

### 1941–1960
بعد عام 1945، بدأت شركات يونيليفر الأمريكية الناجحة (ليفر براذرز و TJ Lipton) في التدهور.  ونتيجة لذلك، بدأت شركة يونيليفر في تطبيق سياسة «عدم التدخل» تجاه الشركات التابعة وترك الإدارة الأمريكية لأجهزتها الخاصة.
تم إطلاق Sunsilk لأول مرة في المملكة المتحدة في عام 1954.  تم إطلاق Dove لأول مرة في الولايات المتحدة في عام 1957.  
حازت شركة يونيليفر على الملكية الكاملة لشركة Frosted Foods في عام 1957، والتي أعادت تسميتها باسم Birds Eye. ثم تم الاستحواذ على شركة Good Humor للآيس كريم ومقرها الولايات المتحدة في عام 1961.
بحلول منتصف الستينيات من القرن الماضي، كان صابون الغسيل والدهون الصالحة للأكل لا يزالان يساهمان بحوالي نصف أرباح شركة يونيليفر.  ومع ذلك، فإن السوق الراكدة للدهون الصفراء (الزبدة والسمن ومنتجات مماثلة) والمنافسة المتزايدة في المنظفات والصابون من شركة بروكتر وغامبل أجبرت شركة يونيليفر على التنويع.  في عام 1971، استحوذت شركة يونيليفر على شركة ليبتون البريطانية.  في عام 1978، تم الاستحواذ على ناشونال ستارش مقابل 487 مليون دولار، وهو أكبر استحواذ أجنبي على الإطلاق لشركة أمريكية في ذلك الوقت.

### 1961–1980
بحلول نهاية السبعينيات من خلال عمليات الاستحواذ، استحوذت شركة يونيليفر على 30% من سوق الآيس كريم في أوروبا الغربية.  وفي عام 1982، قررت إدارة شركة يونيليفر تغيير موقعها من تكتل غير عملي إلى شركة سلع استهلاكية أكثر تركيزًا.
ففي عام 1984، استحوذت شركة يونيليفر على Brooke Bond (صانع شاي PG Tips) مقابل 390 مليون جنيه إسترليني في أول استحواذ عدائي ناجح للشركة.  في عام 1986 عززت شركة يونيليفر مكانتها في سوق العناية بالبشرة العالمية من خلال الاستحواذ على Chesebrough-Ponds (التي تم دمجها من Chesebrough Manufacturing and Pond's Creams)، الشركة المصنعة لـ Ragú وPond's و Aqua-Net و Cutex وفازلين في عملية استحواذ معادية أخرى.  في عام 1989، اشترت شركة يونيليفر شركة Calvin Klein Cosmetics و Fabergé وElizabeth Arden، ولكن تم بيع هذا الأخير لاحقًا (في عام 2000) لشركة FFI Fragrances.

### 1981–2000
في عام 1992، تم تأسيس يونيليفر غانا في يوليو بعد اندماج UAC Ghana Limited و Lever Brothers Ghana Limited.
في عام 1993، استحوذت شركة يونيليفر على شركة Breyers من Kraft، مما جعل الشركة أكبر شركة لتصنيع الآيس كريم في الولايات المتحدة.
في عام 1996، دمجت Unilever Elida Gibbs و Lever Brothers في عملياتها في المملكة المتحدة.  كما أنها اشترت هيلين كيرتس، مما أدى إلى توسيع وجودها في سوق الشامبو ومزيل العرق بالولايات المتحدة وطرحت يونيليفر العلامات التجارية لمنتجات العناية بالشعر Suave and Finesse والعلامة التجارية Degree deodorant.
في عام 1997، باعت شركة يونيليفر قسم المواد الكيميائية المتخصصة، بما في ذلك ناشونال ستارش، كويست، Unichema و Crosfield إلى امبيريال للصناعات الكيميائية عن 4.9 مليار £.
في عام 1998، أنشأت يونيليفر برنامج الزراعة المستدامة.
في عام 2000، استحوذت يونيليفر على متجر Maille لبيع الخردل بالتجزئة ،  Ben & Jerry's وSlim Fast مقابل 1.63 مليار جنيه إسترليني، Bestfoods مقابل 13.4 مليار جنيه إسترليني.
أدى الاستحواذ على Bestfoods إلى زيادة حجم شركة يونيليفر في الأطعمة في أمريكا، وإضافة علامات تجارية مثل Knorr وMarmite وBovril وHellmann's إلى محفظتها.  في مقابل الموافقة التنظيمية الأوروبية على الصفقة، تخلت شركة يونيليفر عن شركات Oxo و Lesieur و McDonnells و Bla Band و Royco و Batchelors.

### 2001–2020
في عام 2001، انقسمت شركة يونيليفر إلى قسمين: أحدهما للأطعمة والآخر للعناية المنزلية والشخصية.  في المملكة المتحدة، قامت بدمج شركتي ليفر براذرز و Elida Faberge تحت اسم Lever Faberge في يناير 2001.
في عام 2002، باعت الشركة قسم الزيوت والدهون المتخصص، المعروف باسم Loders Croklaan، مقابل 814 مليون رينغيت ماليزي (218.5 مليون يورو) لشركة IOI Corporation، وهي شركة نخيل زيت في كوالالمبور مقرها ماليزيا. كجزء من الصفقة ، تم الحفاظ على اسم Loders Croklaan. ثم باعت يونيليفر العلامات التجارية Mazola و Argo & Kingsfords و Karo و Golden Griddle و Henri's بالإضافة إلى العديد من علاماتها التجارية الكندية إلى ACH Food Companies، وهي شركة أمريكية تابعة لشركة Associated British Foods.
في عام 2004، قامت شركة Unilever Bangladesh، التي تأسست عام 1964  بتغيير اسمها السابق Lever Brothers Bangladesh Ltd إلى اسمها الحالي في ديسمبر 2004،  مملوكة بنسبة 60.4٪ لشركة يونيليفر و 39.6٪ من قبل حكومة بنغلاديش.
في عام 2007، دخلت يونيليفر في شراكة مع Rainforest Alliance للحصول على مصدر مستدام لجميع أنواع الشاي.
في عام 2009، وافقت شركة يونيليفر على الاستحواذ على أعمال العناية الشخصية لشركة Sara Lee Corporation، بما في ذلك العلامات التجارية مثل Radox و Badedas و Duschdas.  اكتمل الاستحواذ على Sara Lee في 6 ديسمبر 2010.
في عام 2010، استحوذت شركة يونيليفر على Diplom-Is في الدنمارك، أعلنت شركة يونيليفر أنها دخلت في اتفاقية نهائية لبيع منتجات الطماطم الاستهلاكية في البرازيل إلى Cargill، اشترت Alberto-Culver، وهي شركة لتصنيع منتجات العناية الشخصية والمنتجات المنزلية بما في ذلك بسيط، VO5، Nexxus TRESemmé MR.Dash، مقابل 3.7 مليار دولار $.  استحوذت على ماركات الآيس كريم الخاصة بـ EVGA، والتي تضمنت Scandal و Variete و Karabola وشبكة التوزيع الخاصة بها في اليونان، مقابل مبلغ لم يكشف عنه.
في عام 2011، أعلنت شركة يونيليفر عن خطتها للتحول إلى بيض خالٍ من الأقفاص بنسبة 100٪ لجميع المنتجات التي تنتجها في جميع أنحاء العالم،  باعت علامة Sanex التجارية إلى Colgate-Palmolive مقابل 672 مليون يورو واستحوذت على ماركات منظفات الغسيل Colgate-Palmolive في كولومبيا (Fab، Lavomatic و Vel) مقابل 215 مليون دولار أمريكي.  باعت علامة Alberto VO5 التجارية في الولايات المتحدة وبورتوريكو، وعلامة Rave التجارية عالميًا إلى Brynwood Partners VI LP ،  واستحوذت على 82٪ من شركة التجميل كالينا ومقرها روسيا.
في عام 2012، أعلنت شركة يونيليفر أنها ستتوقف تدريجياً عن استخدام الجسيمات البلاستيكية في شكل حبيبات دقيقة في منتجات العناية الشخصية بحلول عام 2015.
في عام 2013، وافقت شركة يونيليفر على بيع علامة زبدة الفول السوداني Skippy التجارية ومنشآت التصنيع ذات الصلة في Little Rock، أركنساس، الولايات المتحدة، و Weifang Shandong، الصين، إلى Hormel Foods مقابل 700 مليون دولار تقريبًا (433 مليون جنيه إسترليني، أو حوالي 540 مليون يورو) نقدا.
في عام 2013، زادت شركة يونيليفر حصتها في وحدتها الهندية Hindustan Unilever إلى 67٪ مقابل 2.45 مليار يورو تقريبًا.
في عام 2013، أعلنت شركة يونيليفر أنها ستبيع علامتها التجارية Wish-Bone و Western، إلى شركة Pinnacle Foods Inc. مقابل مبلغ نقدي إجمالي يبلغ حوالي 580 مليون دولار أمريكي، رهنا بالموافقة التنظيمية.  في 6 سبتمبر 2013، دخلت شركة يونيليفر في اتفاقية نهائية للحصول على العلامة التجارية للشاي الأسترالي T2.
في عام 2014، وافقت شركة يونيليفر على بيع أعمالها التجارية للوجبات الخفيفة، بما في ذلك Peperami (المملكة المتحدة / أيرلندا) و BIFI (أوروبا القارية) إلى Jack Link's، مقابل مبلغ لم يكشف عنه.
في عام 2014، وافقت شركة يونيليفر على الاستحواذ على حصة الأغلبية في شركة تنقية المياه القائمة بين الصين و Qinyuan لسعر لم يكشف عنه، ثم باعت العلامات التجارية الآتية من North america وRagú وBertolli لشركة Mizkan اليابانية مقابل 2.15 بليون دولار، باعت شركة Slim-Fast لشركة Kainos Capital مع الاحتفاظ بحصة أقلية ، ثم استحوذت على Talenti Gelato & Sorbetto، وأيضاً استحوذت على علامة Camay التجارية عالميًا وعلامة Zest خارج أمريكا الشمالية ومنطقة البحر الكاريبي من بروكتر وغامبل . شمل البيع أيضًا منشأة تصنيع P & G في المكسيك. وظّف المصنع ما يقرب من 170 شخصًا انتقلوا إلى شركة يونيليفر عند إتمام الصفقة.  بعد الاستحواذ، قامت شركة يونيليفر بتجنيد خدمات وكالة تصميم العبوات التي قامت بتصميم العلامة التجارية ، لتحديث صورة العلامة التجارية Camay.
 في نوفمبر 2014، رفعت شركة يونيليفر دعوى قضائية ضد منافستها هامبتون كريك. حيث في الدعوى،  زعمت شركة يونيليفر أن هامبتون كريك «يستولي على حصتها في السوق» وأن الخسائر كانت تسبب لشركة يونيليفر «ضرر لا يمكن إصلاحه». استخدمت شركة يونيليفر معايير لوائح الهوية في الادعاء بأن منتجات Just Mayo في هامبتون كريك يتم الإعلان عنها بشكل خاطئ لأنها لا تحتوي على البيض من الأساس (وهو مكون أساسي في تصنيع المايونيز).
و نشر الخبر في واشنطن بوست  بالعنوان الرئيسي كالآتي «حرب الغذاء الكبيرة حول معنى المايونيز.» ثم بدأت صحيفة لوس أنجلوس تايمز قصتها بـ "Big Tobacco، Big Oil، now Big Mayo؟"  ووصف كاتب في وول ستريت جورنال أن «الشركة العملاقة تولد كميات هائلة من الإعلانات المجانية وحقوق الملكية لمنافس صغير من خلال مقاضاتها.» في ديسمبر 2014، أسقطت شركة يونيليفر المطالبة.
في عام 2015، استحوذت شركة يونيليفر على العلامة التجارية البريطانية المتخصصة في العناية بالبشرة REN Skincare،  تبع ذلك في مايو 2015 من خلال الاستحواذ على Kate Somerville Skincare LLC.  واستحوذت على صانع الآيس كريم الإيطالي الممتاز GROM مقابل مبلغ لم يكشف عنه.
قامت يونيليفر في عام 2015 أيضا بفصل العلامات التجارية الخاصة بمنتجاتها الغذائية القابلة للدهن والفرد، بما في ذلك العلامات التجارية الآتية "Flora" و" I Can't Believe It Not Butter"، إلى كيان مستقل يسمى Unilever Baking،Cooking and Spreading.  تم الإعلان عن الفصل لأول مرة في ديسمبر 2014 وتم إجراؤه استجابة لانخفاض المبيعات العالمية في فئة المنتج تلك.
في عام 2016، تم تغريم كل من شركتي يونيليفر وبروكتر وغامبل من قبل Autorité de la concurrence في فرنسا في عام 2016 بسبب تحديد أسعار منتجات النظافة الشخصية. اشترت شركة يونيليفر شركة Dollar Shave Club الأمريكية الناشئة مقابل مليار دولار (764 مليون جنيه إسترليني) من أجل المنافسة في سوق العناية بالرجال.  في 16 أغسطس 2016، استحوذت شركة يونيليفر على بلواير، وهي مورد لتقنيات تنقية الهواء الداخلي المتنقلة. في سبتمبر 2016، استحوذت شركة يونيليفر على شركة Seventh Generation Inc، مقابل 700 مليون دولار.  في 16 ديسمبر 2016، استحوذت شركة Unilever على شركة Living Proof Inc ، وهي شركة لمنتجات العناية بالشعر.
في عام 2017، قدمت شركة كرافت هاينز الأصغر حجمًا عرضًا بقيمة 143 مليار دولار لشراء شركة يونيليفر.  تم رفض الصفقة من قبل شركة يونيليفر. في 20 أبريل 2017، استحوذت شركة يونيليفر على شركة سير كينسينغتونز، وهي صانع توابل مقرها نيويورك. في 15 مايو 2017، استحوذت الشركة على العلامات التجارية للعناية الشخصية والرعاية المنزلية لشركة Quala، وهي شركة سلع استهلاكية في أمريكا اللاتينية. ط في يونيو، استحوذت الشركة على Hourglass، وهي ماركة مستحضرات تجميل ملونة. في يوليو، أعلنت الشركة بعد ذلك أنها استحوذت على شركة شاي الأعشاب العضوية، Pukka Herbs. في سبتمبر 2017، استحوذت شركة يونيليفر على Weis، وهي شركة آيس كريم أسترالية. في وقت لاحق من ذلك الشهر، استحوذت شركة يونيليفر على حصة Remgro في شركة يونيليفر جنوب إفريقيا في مقابل شركة يونيليفر جنوب إفريقيا التي توزع الأعمال بالإضافة إلى المقابل النقدي.  وحتى في وقت لاحق من ذلك الشهر، وافقت شركة يونيليفر على الاستحواذ على شركة Carver Korea، بقيمة 2.7 مليار دولار أمريكي، وهي علامة تجارية للعناية بالبشرة تابعة لشركة AHC في شمال آسيا.  في أكتوبر 2017، استحوذت شركة يونيليفر على شركة الأغذية البرازيلية الطبيعية والعضوية Mãe Terra. في نوفمبر، أعلنت شركة يونيليفر عن اتفاقية للاستحواذ على العلامة التجارية الخاصة بالشاي تازو من ستاربكس. لاحقًا في نوفمبر 2017، استحوذت الشركة على Sundial Brands، وهي شركة للعناية بالبشرة. في ديسمبر 2017، استحوذت شركة يونيليفر على Schmidt's Naturals، شركة أمريكية لمزيل العرق الطبيعي والصابون.  في ديسمبر 2017، باعت شركة يونيليفر قسم السمن النباتي وقسم المواد الغذائية القابلة للدهن إلى شركة الاستثمار KKR مقابل 6.8 مليار يورو.  تم الانتهاء من البيع في يوليو 2018، وتم تسمية الشركة الجديدة Upfield.  فأصبحت العلامات التجارية البارزة لشركة " Upfield " تشمل Flora، Stork، I Can't Believe It's Not Butter، Rama Country Crock، Becel، and Blue Band.
في عام 2018، أعلنت شركة يونيليفر عزمها على تبسيط هذا الهيكل من خلال تركيز ازدواجية الكيانات القانونية والاحتفاظ بمقر واحد فقط في روتردام، والتخلي عن المكتب الرئيسي في لندن. لن تتأثر مجموعات الأعمال والموظفين، وكذلك الإدراج المزدوج. في 5 أكتوبر 2018، أعلنت المجموعة أنها ستلغي إعادة الهيكلة بسبب القلق من أن يفقد المساهمون في المملكة المتحدة قيمتها إذا سقطت الشركة من مؤشر فوتسي 100 بلندن. تم التخطيط لتصويت المساهمين لاتخاذ قرار بشأن إدراج كيان جديد لشركة يونيليفر دوتش، والذي كان سيشهد انسحاب يونيليفر من مؤشر فوتسي 100. عندما بدا أن التصويت سيفشل، بسبب عدم اليقين بشأن ضريبة الأرباح الهولندية، تم إلغاء المخطط في 5 أكتوبر 2018.  في أكتوبر 2018، استحوذت على  حصة 75٪  في أعمال الرعاية الشخصية الإيطالية Equilibra واستحوذت على شركة منتجات الغسيل والتنظيف المنزلية المتطورة والصديقة للبيئة The Laundress مقابل مبلغ لم يكشف عنه.  في عام 2018، أطلق موقع التوظيف البريطاني في الواقع اسم يونيليفر باعتباره تاسع أفضل صاحب عمل في القطاع الخاص في المملكة المتحدة  استنادًا إلى ملايين تقييمات الموظفين ومراجعاتهم.
في عام 2019، استحوذت شركة يونيليفر على شركة الوجبات الخفيفة Graze.
في عام 2020، أعلنت شركة يونيليفر أنها قامت بمراجعة هيكلها المؤسسي مرة أخرى لتشكل شركة قابضة واحدة يكون مقرها في المملكة المتحدة. ومع ذلك، فإن خطة «ضريبة الخروج» الهولندية تتطلب من يونيليفر إعادة النظر في هذا التوحيد.  في سبتمبر 2020، صوت مساهمو ذراع يونيليفر الهولندي بأغلبية ساحقة لصالح دمج NV في بي إل سي. في أكتوبر 2020 أعلنت شركة يونيليفر أن 99% من المساهمين في ذراعها في المملكة المتحدة وافقوا على الاندماج، أي صوتوا على تأسيس المجموعة في لندن. تم الإعلان عن اكتمال الوحدة في 30 نوفمبر 2020. ومنذ ذلك الحين هناك فئة واحدة من الأسهم.
أعلنت شركة يونيليفر أنه من أجل المساعدة في مواجهة وباء كوفيد-19 العالمي، فإنها ستساهم بأكثر من 100 مليون يورو من خلال التبرعات بالصابون ومعقم اليدين والمبيض والطعام.
في نوفمبر 2020، كشفت الشركة عن خطة لزيادة المبيعات السنوية للحوم النباتية وبدائل الألبان إلى 200 مليون يورو في فترة تتراوح من 5 إلى 7 سنوات.

## هيكل الشركة
تمتلك يونيليفر ولها مكتبها المسجل في Port Sunlight في مرزيسايد، المملكة المتحدة، ومكتبها الرئيسي في Unilever House في لندن في المملكة المتحدة. تمت إعادة هيكلة الشركة عدة مرات، على سبيل المثال في 2018 و 2020.

## مجلس إدارة شركة يونيليفر
في يناير 2019، خلف آلان جوب بول بولمان في منصب الرئيس التنفيذي. أما منصب المدير المالي، فكان من نصيب جرايم بيتكثلي، وهو المدير التنفيذي أيضاً. سيتم اقتراح جوب كمدير تنفيذي مشترك في الجمعية العمومية لعام 2019 لشركة يونيليفر.
في السابق، شغل بول بولمان منصب الرئيس التنفيذي لمدة عشر سنوات، خلفًا لباتريك سيسكاو في عام 2009.
في نوفمبر 2019، أعلنت شركة يونيليفر أن نيلز أندرسن سيحل محل رئيس مجلس الإدارة مارين ديكرز، الذي استقال بعد ثلاث سنوات في هذا المنصب.

## العلامات التجارية المنافسة لشركة يونيليفر
أكبر الشركات والعلامات التجارية المنافسة لشركة يونيليفر هم شركة نستله وشركة بروكتر أند غامبل.

### شعار
في عام 1930، كان شعار شركة يونيليفر مكتوبًا بخط sans-serif وأحرف كبيرة. تم تقديم شعار شركة يونيليفر الحالي في عام 2004 وتم تصميمه بواسطة Wolff Olins، وهي وكالة استشارية للعلامات التجارية. يتكون الشكل "U" الآن من 25 رمزًا مميزًا، يمثل كل رمز إحدى العلامات التجارية الفرعية للشركة أو قيمها المؤسسية.  تم تطوير هوية العلامة التجارية حول فكرة «إضافة الحيوية إلى الحياة».

### العلامات التجارية

#### دوف
شامبو وبلسم دوف
تصف دوف نفسها بأنها مكرسة لـ «مساعدة النساء على تطوير علاقة إيجابية بالطريقة التي يبدون بها - ومساعدتهن على زيادة احترامهن لذاتهن وتحقيق إمكاناتهن الكاملة». توظف دوف استخدام الدعاية لمنتجاتها لعرض رسائلها الخاصة بتقدير الذات الإيجابي. في سبتمبر 2004، أنشأت Dove حملة Real Beauty ، التركيز بشكل أساسي على النساء من جميع الأشكال والألوان. لاحقًا في عام 2007، عززت هذه الحملة نفسها لتشمل النساء من جميع الأعمار. تألفت هذه الحملة في الغالب من الإعلانات المعروضة على التلفزيون ونشرها عبر الإنترنت. خضعت دوف للتدقيق من عامة الناس لأنهم شعروا أن إعلانات دوف وصفت الرأي القائل بأن السيلوليت لا يزال قبيحًا وأن عملية شيخوخة النساء كانت شيئًا يجب أن تخجل منه.

#### Lynx/ Axe
Axe ، المعروفة باسم Lynx في المملكة المتحدة، وجمهورية أيرلندا، وأستراليا، ونيوزيلندا، هي علامة تجارية لمستلزمات التجميل يتم تسويقها للشباب الذين تتراوح أعمارهم بين 16 و 24 عامًا. تسويقها هو «فكرة خاطفة» في «لعبة التزاوج»، مما يشير إلى أن النساء ينجذبن على الفور إلى الرجال الذين يستخدمون المنتجات. على عكس حملة دوف للتجميل طويلة الأمد، غالبًا ما تنشئ إعلانات Lynx سلسلة صغيرة من الإعلانات تستند إلى منتج فردي بدلاً من توصيل فكرة شاملة. باستخدام الصور التي تعرفها الشركة أنها ستتلقى شكاوى، مما يؤدي إلى المزيد من الدعاية المجانية والسمعة السيئة للعلامة التجارية، غالبًا من خلال الجدل. تم حظر مجموعة متنوعة من هذه الإعلانات في بلدان حول العالم. في عام 2012، تم حظر إعلان Lynx's Clean Balls. في عام 2011، تم حظر حملة هلام الاستحمام في UK Lynx.
تجري كلتا الحملتين الإعلانيتين مقارنات صارخة بين كيفية تصوير النساء وحياتهن الجنسية في الإعلان وتتطدح كفاءة المبيعات للحملتين طبقاً لذلك. عادةً ما يصور Lynx النساء على أنهن خالين من العيوب وجذابات بشكل غير نمطي يثير الرجال، من جميع الأعمار والمكانة، بسبب استخدامهم لمنتج Lynx.

### إعلانات وسائل التواصل الاجتماعي
في 26 يونيو 2020، قالت شركة يونيليفر إنها ستوقف الإعلانات لعملاء الولايات المتحدة على وسائل التواصل الاجتماعي العملاقة فيسبوك وإنستغرام وتويتر حتى نهاية عام 2020 على الأقل. واستشهدت يونيليفر بـ «إطار مسؤوليتنا والجو المستقطب في الولايات المتحدة» وقالت ذلك «إن الاستمرار في الإعلان على هذه المنصات في الوقت الحالي لن يضيف قيمة للناس والمجتمع».

## سجل بيئي
أعلنت شركة يونيليفر هدفها المتمثل في فصل تأثيرها البيئي عن نموها، من خلال خفض الأثر البيئي لمنتجاتها إلى النصف بحلول عام 2030 ؛ مساعدة مليار شخص على تحسين صحتهم ورفاهيتهم؛ وتوفير جميع المواد الخام الزراعية بشكل مستدام.  في سبتمبر 2019، أعلنت شركة يونيليفر أن مواقعها عبر القارات الخمس تعمل الآن بنسبة 100٪ من شبكة الكهرباء المتجددة، قبل تحقيق هدفها لعام 2020.

### التلوث بالزئبق
في عام 2001، تم إغلاق مصنع ترمومتر زئبقي تديره شركة هندية تابعة لشركة يونيليفر في تلال جنوب الهند من Kodaikanal من قبل المنظمين الحكوميين بعد أن تم القبض على الشركة لإلقاء نفايات الزئبق السامة في جزء مكتظ بالسكان من المدينة. خلال قبول الشركة الخاص، تم تفريغ أكثر من 2 طن من الزئبق في بيئة Kodaikanal. خلصت دراسة أجرتها حكومة الهند عام 2011 حول صحة العمال إلى أن العديد من العمال يعانون من أمراض ناجمة عن تعرض مكان العمل للزئبق.  فضيحة فتحت سلسلة من القضايا في الهند مثل مسؤولية الشركات ، مساءلة الشركات وإهمال الشركات.
في مارس 2016، توصلت شركة يونيليفر إلى تسوية خارج المحكمة (مقابل مبلغ لم يكشف عنه) مع 591 من العاملين السابقين في الوحدة الذين رفعوا دعوى قضائية ضد الشركة لتعريضهم عن عمد للعنصر السام.

### زيت النخيل
في عام 2014، انتقدت منظمة السلام الأخضر شركة يونيليفر لتسببها في إزالة الغابات.  في عام 2008، انتقدت منظمة السلام الأخضر في المملكة المتحدة  الشركة لشرائها زيت النخيل من الموردين الذين كانوا يدمرون الغابات المطيرة في إندونيسيا.  بحلول عام 2008، كانت إندونيسيا تخسر 2٪ من الغابات المطيرة المتبقية كل عام، ولديها أسرع معدل لإزالة الغابات في أي بلد. وبرنامج الأمم المتحدة للبيئة ذكر أن مزارع زيت النخيل هي السبب الرئيسي ل إزالة الغابات في إندونيسيا.
علاوة على ذلك، كانت إندونيسيا في المرتبة الرابعة عشرة  من حيث انبعاث غازات الاحتباس الحراري، ويرجع ذلك إلى حد كبير إلى تدمير الغابات المطيرة لصناعة زيت النخيل، والتي ساهمت في 4٪ من انبعاثات غازات الاحتباس الحراري العالمية. وفقًا لمنظمة السلام الأخضر، كان التوسع في استخدام زيت النخيل يحدث مع القليل من الإشراف من الحكومة المركزية أو المحلية، حيث تم تجاهل إجراءات تقييم الأثر البيئي، وتخطيط استخدام الأراضي وضمان عملية مناسبة لتطوير الامتيازات.  المزارع التي كانت محظورة، بموجب القانون، لمزارع زيت النخيل كانت تُقام بالإضافة إلى الاستخدام غير القانوني للنيران لتطهير مناطق الغابات كان أمرًا شائعًا.
استجابت شركة يونيليفر، بصفتها عضوًا مؤسسًا في المائدة المستديرة حول زيت النخيل المستدام (RSPO)، من خلال الإعلان عن خطتها للحصول على كل زيت النخيل من مصادر معتمدة على أنها مستدامة بحلول عام 2015.  تدعي أنها حققت هذا الهدف في 2012 وتشجع بقية الصناعة على أن تصبح مستدامة بنسبة 100٪ بحلول عام 2020.
في كوت ديفوار (ساحل العاج)، اتُهم أحد موردي زيت النخيل في شركة يونيليفر بتطهير الغابات من أجل المزارع، وهو نشاط هدد نوعًا من الرئيسيات، وهو كولوبوس الأحمر الخاص بملكة جمال والدرون . تدخلت شركة يونيليفر لوقف التصاريح في انتظار نتائج التقييم البيئي.
ووفقا ل منظمة العفو الدولية تقرير نشر في عام 2016، مفاده أن موردي زيت النخيل لشركة يونيلفير "Wilmar International" يستغلون عمالة الأطفال والعمل القسري في اعمالهم . تعرض بعض العمال للابتزاز والتهديد أو عدم دفع أجورهم مقابل العمل. عانى بعض العمال إصابات خطيرة من المواد الكيميائية المحظورة. في عام 2016، كانت شركة Wilmar International ومقرها سنغافورة أكبر شركة لزراعة زيت النخيل في العالم.

### استخدام الورق
على مدى سنوات، اشترت شركة يونيليفر الورق لتغليفها من Asia Pulp & Paper، ثالث أكبر منتج للورق في العالم، والذي وُصف بأنه «مجرم الغابات» لتدمير «الموائل الثمينة» في الغابات المطيرة في إندونيسيا.  في عام 2011، عندما ألغت شركة يونيليفر عقدها مع شركة Asia Pulp & Paper، أشاد المدير التنفيذي لمنظمة السلام الأخضر، فيل رادفورد، بالجهود المبذولة من أجل حماية الغابات، «لأخذها الحفاظ على الغابات المطيرة على محمل الجد».

### التلوث البلاستيكي
في عام 2019، تم الاستشهاد بيونيليفر بواسطة BreakFreeFromPlastic كواحدة من أكبر عشرة ملوثات للبلاستيك على مستوى العالم. جراهام فوربس، رئيس مشروع البلاستيك العالمي في جرينبيس، إن خطط يونيليفر للتعامل مع هذا كانت الأكثر طموحًا التي شاهدها من مجموعة ضخمة. كما قال إن على شركة يونيليفر الالتزام بالمزيد.

### تحالف الغابات المطيرة
تصادق شركة يونيليفر على منتجات الشاي الخاصة بها من خلال مخطط Rainforest Alliance . صرحت الشركة أن ما لا يقل عن 50٪ من الشاي في منتجاتها يأتي من مزارع معتمدة، مقارنة بالحد الأدنى لنقطة دخول Rainforest Alliance التي تبلغ 30٪. قررت شركة Unilever اتخاذ قرار بشأن Fairtrade ، لأنه وفقًا لتحليل الشركة، قد «تفتقر Fairtrade إلى الحجم والمرونة التنظيمية للتصديق على مزارع الشاي الصناعية».
تم انتقاد مخطط اعتماد Rainforest Alliance لعدم تقديمه حدًا أدنى أو سعرًا مضمونًا للمنتجين، مما يجعلهم عرضة لتغيرات أسعار السوق. وشهدت الشهادة البديلة "Fairtrade" انتقادات مماثلة . علاوة على ذلك، تم انتقاد شهادة Rainforest Alliance لسماحها باستخدام الختم على المنتجات التي لا تحتوي إلا على 30٪ على الأقل من المحتوى المعتمد، والذي وفقًا لبعض الأشخاص يهدد سلامة الشهادة.

### تلوث السالمونيلا
في يوليو 2016، انتشرت شائعات حول تلوث الحبوب بالسالمونيلا بين المستهلكين الإسرائيليين.  البداية، لم تقدم شركة يونيليفر معلومات عامة حول الموضوع وتم رفض الاستفسارات حول هذا الموضوع من قبل الشركة باعتبارها بلا قصة وهراء. في 26 يوليو 2016، توقفت شركة يونيليفر عن نقل رقائق الذرة إلى سلاسل تجار التجزئة. في 28 يوليو، ذكرت صحيفة يديعوت أحرونوت أن عشرات الآلاف من علب حبوب الإفطار قد دمرت.  بحلول 28 يوليو، على الرغم من تأكيدات الشركة بعدم إطلاق أي شيء ملوث للاستهلاك، توقف العديد من العملاء عن شراء منتجات يونيليفر وبدأوا في التخلص من جميع رقائق الذرة التي تنتجها شركة يونيليفر. حجبت الشركة معلومات حول تواريخ الإنتاج المتأثرة.  نشرت شركة يونيليفر مزيدًا من المعلومات حول حبوب Telma التي تم التعامل معها على خط التغليف الذي تم اكتشاف التلوث فيه وأنه تم الإعلان عن إعلان Telma: "نؤكد مرة أخرى أن جميع منتجات Telma في المتاجر وفي منزلك آمنة للأكل . وفقًا لإجراءات شركتنا الصارمة، يتم فحص كل دفعة إنتاج وتعليقها. لا يتم تسويق هذه المنتجات حتى يتم إرجاع نتائج الاختبار لسلسلة المنتجات هذه، مما يؤكد أن كل شيء على ما يرام. إذا تم اكتشاف أي عيب، لا يتم تسويق الدفعة في المتاجر، كما كان الحال.  في الأيام التالية وزير الصحة ياكوف ليتسمان، هددت بسحب رخصة يونيليفر في إسرائيل. واتهم شركة يونيليفر بالكذب على وزارته بشأن حبوب الإفطار المصابة بالسالمونيلا.  في 7 أغسطس، ذكرت صحيفة جلوبز أن التلوث قد يكون مصدره براز الحمام، وقالت وزارة الصحة إنه قد تكون هناك مصادر أخرى للتلوث وأن براز الحمام ليس هو المصدر الوحيد المحتمل. وقالت جلوبس أيضًا إن خط الإنتاج آلي ("بدون أيدي بشرية") واحتمال أن يكون المصدر بشريًا فرصة ضئيلة للغاية.  في 8 أغسطس / آب 2016، أوقف وزير الصحة الإسرائيلي رخصة التصنيع حتى تنفذ شركة يونيليفر عدة تصحيحات. جاء العمل بعد تفتيش Arad وذكر المصنع أن "هذه كانت سلسلة من أخطاء الإهمال وليست حادثة نوايا خبيثة من قبل إدارة الشركة وإجراءات مراقبة الجودة. خلص تحقيق أجراه البروفيسور إيتامر غروتو وإيلي جوردون إلى أن الحدث كان بسبب الإهمال. يُقال إن الحبوب التي تم إنتاجها بين اليومين الثامن عشر والعشرين في مصنع Arad تحتوي على آثار من السالمونيلا.
تم رفع دعوى جماعية في إسرائيل، واحدة بمبلغ 1.2 مليون شيكل (~ 329 ألف دولار أمريكي) ضد شركة يونيليفر لإخفاء التلوث وتضليل الجمهور، والأخرى بمبلغ 76 مليون شيكل (حوالي 23 مليون دولار أمريكي)) ضد شركة Unilever بعد دخول مراهق يبلغ من العمر 15 عامًا إلى المستشفى بسبب إصابته بداء السلمونيلات بعد تعاقده المزعوم مع منتجات Unilever.
يوم 31 أغسطس عام 2016، وذكر أن شركة يونيليفر طحينة المنتجات التي تنتجها RJM قد تلوثت السالمونيلا.

## الخلافات

### كارتل تحديد الأسعار في أوروبا
في نيسان 2011، تم تغريم شركة يونيليفر 104,000,000 € من قبل المفوضية الأوروبية لإنشاء كارتل تحديد الأسعار لمسحوق الغسيل في أوروبا، جنبا إلى جنب مع شركة بروكتر أند غامبل وهنكل.

### وسائط الضغط لتعزيز مبيضات البشرة
كينيتا شينوي، محرر النسخة السريلانكية من Cosmopolitan، رفض الترويج لمبيضات البشرة لعلامة تجارية من يونيليفر. ضغطت عليها شركة يونيليفر وطلبت من كوزموبوليتان طردها.

## الرعايات
في 6 سبتمبر 2018، أصبحت شركة Unilever Bangladesh Limited، وهي شركة بنغلادشية تابعة لشركة يونيليفر، الراعي الرسمي لقميص فريق بنغلادش للكريكيت الوطني للفترة من 2018 إلى 2020.

## منتجات شركة يونيليفر
- أومو
- ليبتون
- لوكس
- كنور
- فازلين
- ريكسونا
- دوف
- أكس
- لايفبوي
- سيجنال
- كلوس أب
- بوندس
- كلير
- صنسلك
- فيرأند لوفلي
- تريسيمي
- كومفورت

## وصلات خارجية
- الموقع الرسمي
- نظرة عامة على شركة يونيليفر ومنتجاتها